# A-Rosa Viva
A-Rosa Viva  — второе речное круизное четырёхпалубное, каютное, четырёх-с-половиной-звёздочное  судно, построенное на верфи Neptun Werft в  Росток-Варнемюнде (Германия) в 2010 году и эксплуатируемое судоходной компанией A-ROSA Flussschiff GmbH Росток.  Судами-близнецами являются однотипные A-Rosa Aqua и A-Rosa Brava.

## История судна
В 2008 году судоходная компания A-ROSA Flussschiff GmbH сделала верфи Neptun Werft в Росток-Варнемюнде заказ на постройку двух однотипных каютных пассажирских судов для эксплуатации на Рейне, Майне и Мозеле. После того как в марте 2009 года было без отделки изготовлено первое судно A-Rosa Aqua, 23 апреля 2009 года последовала закладка киля под заводским номером S.515 второго судна. 19 февраля 2010 года в торжественной обстановке в присутствии министра транспорта земли Мекленбург-Передняя Померания Фолькера Шлотманна (Volker Schlotmann) было передано восьмое речное круизное судно пароходства. Уже на следующей неделе A-Rosa Viva своими силами отправилась в порт Дойцер в Кёльне через Балтийское море, Кильский канал, Северное море, Эйсселмер и по Рейну. Подверженные опасности поломки детали в целях безопасности на время транспортировки обшили деревом. В марте состоялась окончательная достройка судна. 26 марта 2010 года Мисс Швейцария 2007 года Аманда Амманн (Amanda Ammann) окрестила судно в швейцарском Базеле во время торжеств именем A-Rosa Viva. 

## На борту
К услугам пассажиров 99 двухместных кают по 14,5 m² категории 4,5 звезды. Каюты оснащены кондиционером, душем и жидко-кристаллическим телевизором. 70 кают имеют французский балкон. 32 каюты для экипажа находятся в носу и в корме на нижней палубе. Ресторан на 56 мест, кафе, винный бар.

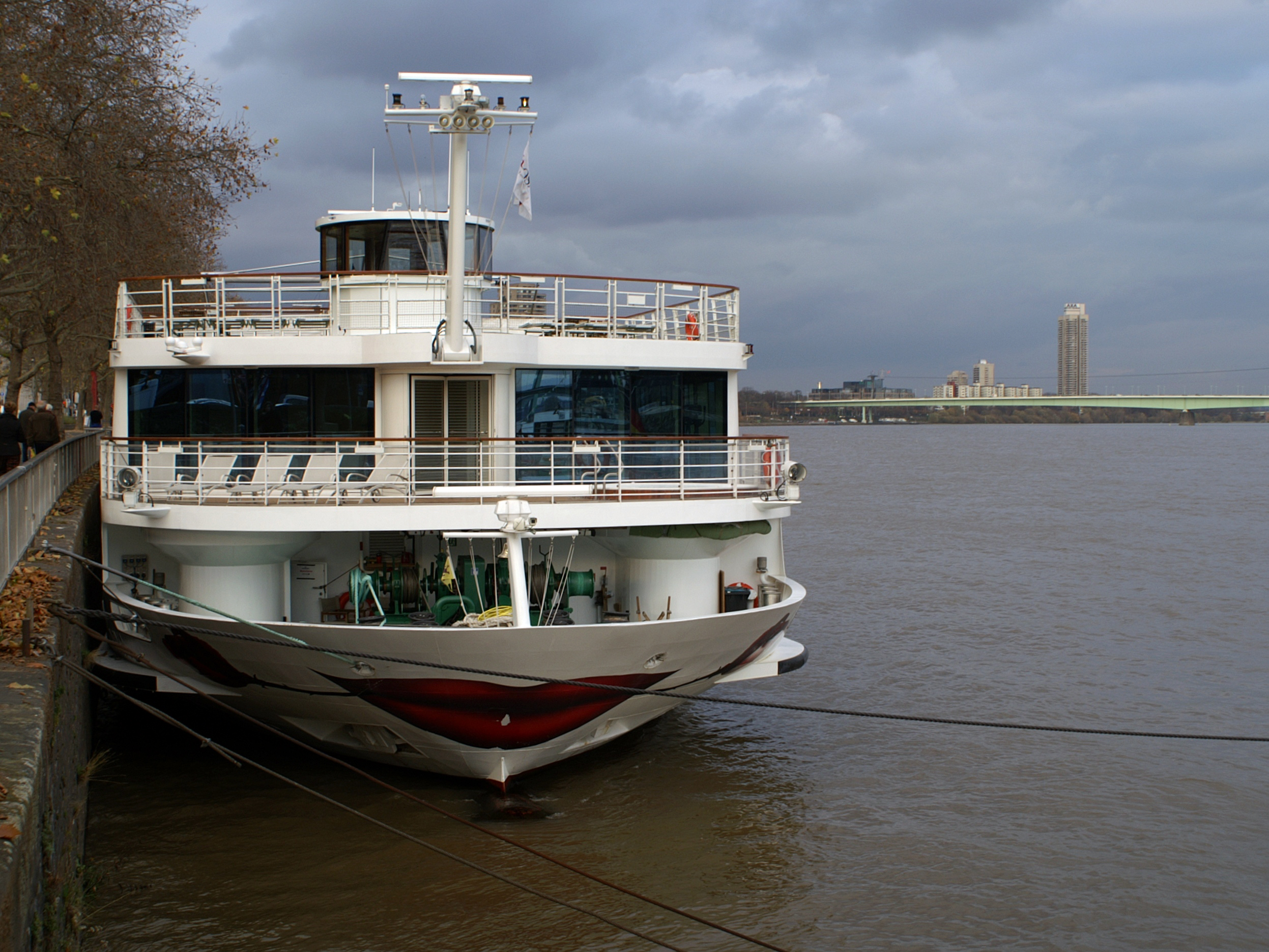
Нос и ...
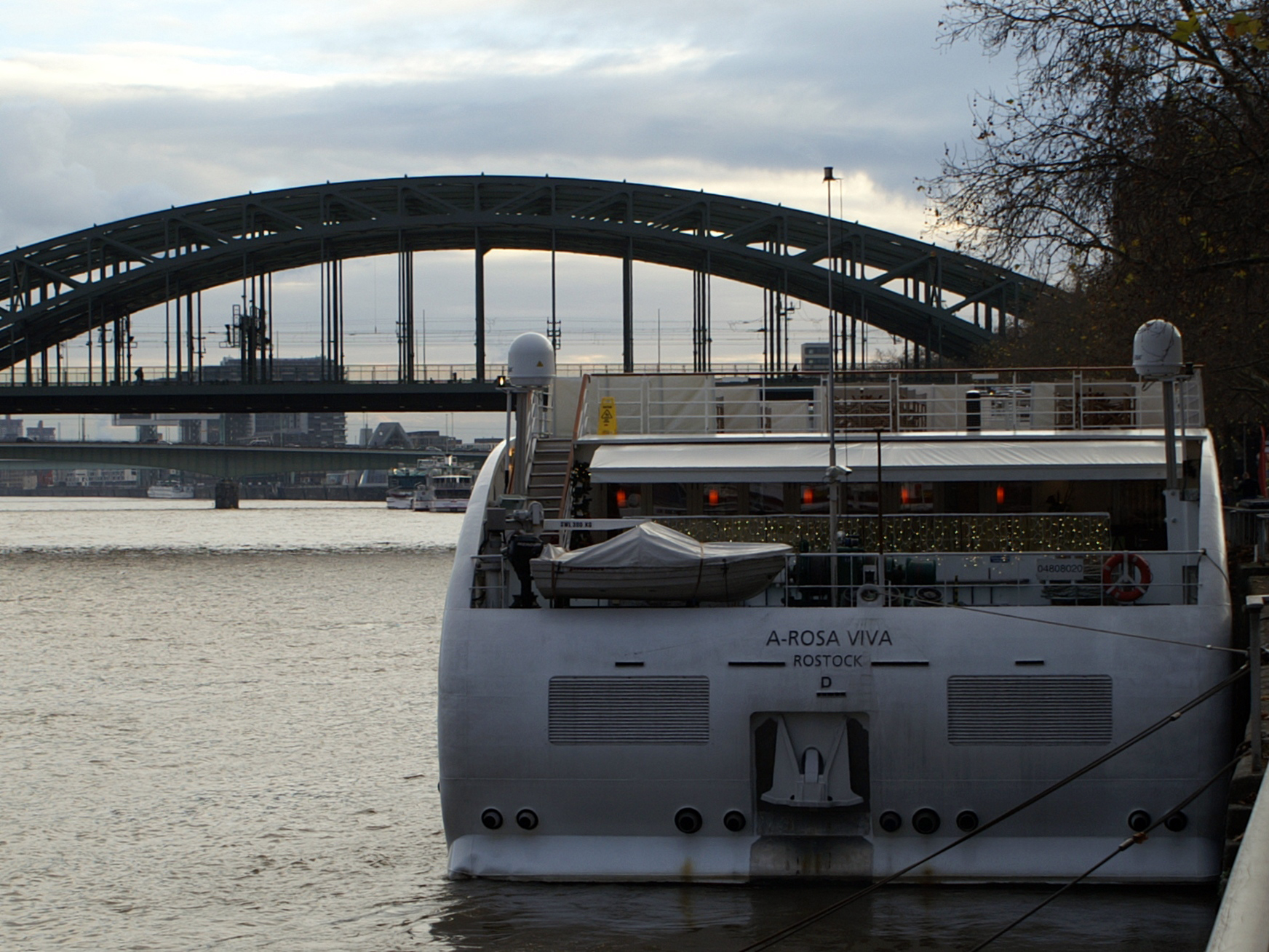
корма судна